# Maria Teresa Romero
Maria Teresa Romero, född 22 september 1930, är en spansk bågskytt. Hon deltog vid olympiska sommarspelen 1972.